# Marian Blaj
Ioan Marian Blaj (* 11. März 1978 in Bran, Kreis Brașov) ist ein rumänischer Biathlontrainer und ehemaliger Biathlet.
Marian Blaj lebt und trainiert in Fundata und startete für S.C. Dinamo Brașov. Der Lehrer wird von Gheorghe Gârniță trainiert und begann 1995 mit dem Biathlonsport. Ein Jahr später rückte er in den rumänischen Nationalkader auf. Seine ersten internationalen Einsätze hatte er 1997 in Forni Avoltri 1998 in Jericho im Rahmen von Junioren-Weltmeisterschaften, bei denen er jedoch keine nennenswerten Ergebnisse erreichte. Sein Debüt im Biathlon-Weltcup gab Blaj zu Beginn der Saison 1998/99 in Hochfilzen. Im Einzel erreichte er den 94. Platz, im Sprint wurde er 98. Eine erste große Verbesserung schaffte der Rumäne noch in derselben Saison als 53. im Sprint von Ruhpolding. Bestes Resultat bei den Biathlon-Europameisterschaften 2000 in Kościelisko wurde ein 37. Rang im Einzel. Weitaus bessere Ergebnisse schaffte er ein Jahr später in Haute-Maurienne. Im Einzel wurde der Rumäne 16., im Sprint Zehnter und 19. der Verfolgung. 2002 gewann Blaj in Antholz als 27. eines Einzels erstmals Weltcuppunkte. Zugleich war es sein bestes Weltcupergebnis. Wenig später trat der Rumäne in Soldier Hollow erstmals im Rahmen der Spiele von Salt Lake City bei Olympischen Winterspielen an. Im Einzel lief er auf den 51. Platz, im Sprint wurde er 42. und qualifizierte sich damit für das Verfolgungsrennen, wo er 55. wurde. Nach den Spielen startete Blaj bei den Biathlon-Europameisterschaften 2002 in Kontiolahti und erreichte als bestes Resultat Rang 22. 2003 konnte der Rumäne gemeinsam mit Vasile Sneaga, Dana Plotogea und Éva Tófalvi mit der Mixed-Staffel seines Landes auf einen fünften Platz in Ruhpolding laufen. Die Biathlon-Weltmeisterschaften 2004 in Oberhof wurde Blajs erste WM, bei der er 76. im Einzel und 92. im Sprint wurde. Ein Jahr später belegte er in Hochfilzen die Plätze 37 im Einzel und 78 im Sprint. Bisher letztes Großereignis in der Karriere des Rumänen wurden die Olympischen Winterspiele 2006 von Turin. Bei den Wettkämpfen von Cesana San Sicario kam er auf die Ränge 65 im Einzel und 76 im Sprint. Bestes Ergebnis bei den Biathlon-Europameisterschaften 2006 in Langdorf wurde ein 15. Platz im Sprint. 2007 in Bansko wurde er 12. im Sprint und 13. im Einzel.
Nach seiner Karriere wurde Blaj Trainer und betreut unter anderem Casius Gerbacea.

## Biathlon-Weltcup-Platzierungen
Die Tabelle zeigt alle Platzierungen (je nach Austragungsjahr einschließlich Olympische Spiele und Weltmeisterschaften).
- 1.–3. Platz: Anzahl der Podiumsplatzierungen
- Top 10: Anzahl der Platzierungen unter den ersten zehn (einschließlich Podium)
- Punkteränge: Anzahl der Platzierungen innerhalb der Punkteränge (einschließlich Podium und Top 10)
- Starts: Anzahl gelaufener Rennen in der jeweiligen Disziplin

| Platzierung         | Einzel | Sprint | Verfolgung | Massenstart | Staffel | Gesamt |
| ------------------- | ------ | ------ | ---------- | ----------- | ------- | ------ |
| 1. Platz            |        |        |            |             |         |        |
| 2. Platz            |        |        |            |             |         |        |
| 3. Platz            |        |        |            |             |         |        |
| Top 10              |        |        |            |             | 1       | 1      |
| Punkteränge         | 1      |        |            |             | 1       | 2      |
| Starts              | 19     | 47     | 7          |             | 1       | 74     |
| Stand: Karriereende |        |        |            |             |         |        |